# Ex Machina (filme)
Ex Machina (estilizado como ex_machina ou EX_MACHINA) é um filme de ficção científica e drama de 2015 sobre uma androide. Foi escrito e dirigido por Alex Garland, tendo sido a sua estreia como diretor. O filme é estrelado por Domhnall Gleeson, Alicia Vikander e Oscar Isaac. O filme venceu o Oscar de Melhores Efeitos Visuais e também foi indicado para o Oscar de Melhor Roteiro Original em 2016.

## Enredo
Caleb Smith (Domhnall Gleeson) é um programador que trabalha no Bluebook, o motor de busca mais usado no mundo. Ele é escolhido para visitar a casa do excêntrico CEO da empresa, Nathan Bateman (Oscar Isaac), um gênio que mora e trabalha isolado numa casa nas montanhas. A única pessoa que mora com ele é Kyoko, uma governanta que não entende a língua deles.
Nathan revela que está trabalhando em projeto secreto e que Caleb foi recrutado para aplicar o Teste de Turing a uma robô humanoide dotada de inteligência artificial chamada "Ava". Caleb avisa que não é um teste justo, visto que que ele já sabe de antemão que trata-se de uma inteligência artificial, e não real; Nathan retruca dizendo que espera uma avaliação de relacionamento.
Nathan revela que usou informações pessoais de bilhões de usuários do Bluebook, gravando as buscas que eles faziam como indicadores de pensamento. Ele também se infiltrou em bilhões de celulares para gravar expressões e linguagens corporais das pessoas, para dar a Ava um comportamento mais realista.
À medida em que os dias passam, Caleb vai se afeiçoando a Ava, com quem ele conversa através de uma parede de vidro, uma vez que Ava encontra-se confinada. Ava usa seu sistema de recarga intencionalmente para provocar blecautes e anular o sistema de monitoramento. Durante um desses blecautes, ela diz a Caleb que Nathan é um mentiroso e que não merece confiança. O comportamento de Ava parece cada vez mais real, e Caleb se convence de que Nathan abusa de Ava. Ele conta a Ava que ela será reprogramada em breve, o que significa que sua personalidade atual efetivamente morrerá.
Uma noite, após Nathan pegar no sono depois de beber, Caleb assiste gravações de robôs previamente construídos e descobre que Kyoko é um deles. No dia seguinte, durante um blecaute, Caleb diz a Ava que embriagará Nathan, e pede que ela provoque um blecaute às 22 horas para que ele reprograme o sistema de segurança e ela possa fugir com ele. No dia seguinte, entretanto, Nathan se recusa a beber e revela que gravou a conversa deles do dia anterior através de uma câmera que funcionava com uma bateria. Ele diz a Caleb que Ava não está apaixonada por ele, e que está deliberadamente manipulando-o para fugir. Nathan revela então o motivo real pelo qual escolheu Caleb: ele era um jovem solitário, sem família e namorada, e ele queria ver se Ava conseguiria manipular os sentimentos de alguém em interesse próprio.
Quando Ava provoca o blecaute às 22 horas, Caleb revela que já havia reprogramado o sistema de segurança na noite anterior enquanto Nathan estava bêbado. Ava tenta fugir após conversar brevemente com Kyoko. Nathan dá um soco em Caleb, que cai inconsciente. Nathan, após ser atacado por Ava, arranca um braço dela, mas é esfaqueado pelas costas por Kyoko e em seguida por Ava, ambas sem demonstrar remorso. Nathan morre e Ava usa pedaços de outros robôs para adquirir uma aparência de uma mulher real.
Ava ignora os gritos de Caleb e o deixa preso, novamente sem qualquer remorso, e convence o piloto de helicóptero que veio buscar Caleb a levá-la no lugar dele, e foge, misturando-se à sociedade dos seres humanos.

## Elenco
- Domhnall Gleeson — Caleb Smith
- Alicia Vikander — Ava
- Oscar Isaac — Nathan Bateman
- Sonoya Mizuno — Kyoko
- Symara A. Templeman — Jasmine
- Elina Alminas — Amber
- Gana Bayarsaikhan — Jade
- Tiffany Pisani — Katya
- Claire Selby — Lily